# ジュリアン・アルフレッド
ジュリアン・アルフレッド（Julien Alfred、2001年6月10日 - ）は、セントルシアの陸上競技選手、専門は短距離走。カストリーズ出身。女子100m、200mのセントルシア国内記録保持者。セントルシア初のオリンピックメダリスト。

## 経歴
地元カストリーズの中学校のコーチに勧められ、陸上競技を始めた。ジャマイカのセント・キャサリン教区にある高校に通った後、テキサス大学オースティン校の青少年・地域研究学部を卒業した。
2022年にユージーンで開催された世界陸上競技選手権大会では、女子100mに出場し、準決勝まで進出した。この時はスポンサーがおらず、専用のユニフォームが用意できなかった。
2023年3月、アルバカーキで行われた全米室内陸上選手権大会にて、60mを6秒94、200mを22秒01で制した。同年7月プーマから誘いを受け、スポンサー契約を結んだ。同年8月、ブダペストで開催された世界陸上競技選手権大会では、女子100mで5位、200mで4位となり、出場した2種目共に入賞を果たした。
2024年3月に開催された世界室内陸上競技選手権大会の60mを今季世界最高記録の6秒98で制した。7月にヘラクレスの100mを10秒85で制し、パリオリンピックに弾みをつけた。同年8月にはパリオリンピック女子100m決勝において、10秒72のセントルシア記録で優勝し、金メダルを獲得。セントルシアにとってこれがオリンピックにおける初のメダル獲得となった。勢いそのままに臨んだ同年9月のメモリアルヴァンダム女子100mを10秒88で制し、セントルシア勢初のダイヤモンドリーグトロフィー獲得に貢献した。同年に開催された室内と屋外の世界大会両方を制したのは、世界室内陸上と世界陸上を制したモーリス・グリーンとセルゲイ・ブブカがいるが、世界室内陸上とオリンピック両方を制したのはマシュー・セントロウィッツ・ジュニア、オマール・マクレオド、アシュトン・イートン、アルフレッドの4人しかいない。

## 主な戦績
| 年   | 大会                           | 開催地                     | 種目  | 順位       | 記録   | 備考                           |
| ---- | ------------------------------ | -------------------------- | ----- | ---------- | ------ | ------------------------------ |
| 2022 | 世界陸上競技選手権大会         | ユージーン                 | 100m  | 準決勝敗退 | 失格   |                                |
| 2022 | コモンウェルスゲームズ         | バーミンガム               | 100m  | 準優勝     | 11秒01 |                                |
| 2023 | 中央アメリカ・カリブ海競技大会 | サンサルバドル             | 100m  | 優勝       | 11秒14 |                                |
| 2023 | 世界陸上競技選手権大会         | ブダペスト                 | 100m  | 5位        | 10秒93 |                                |
| 2023 | 世界陸上競技選手権大会         | ブダペスト                 | 200m  | 4位        | 22秒05 |                                |
| 2024 | 世界室内陸上選手権大会         | スコットランド、グラスゴー | 60 m  | 1位        | 6秒98  |                                |
| 2024 | パリオリンピック               | フランス、パリ             | 100 m | 優勝       | 10秒72 | セントルシア記録               |
| 2024 | パリオリンピック               | フランス、パリ             | 200 m | 準優勝     | 22秒08 |                                |
| 2024 | メモリアルヴァンダム           | ブリュッセル               | 100m  | 優勝       | 10秒88 | ダイヤモンドリーグチャンピオン |

## 自己ベスト
| 種目 | 記録   | 年月日        | 場所         | 備考     |
| ---- | ------ | ------------- | ------------ | -------- |
| 60m  | 6秒94  | 2023年3月11日 | アルバカーキ | 国内記録 |
| 100m | 10秒72 | 2024年8月3日  | パリ         | 国内記録 |
| 200m | 21秒86 | 2024年7月20日 | ロンドン     | 国内記録 |
| 400m | 58秒29 | 2017年1月21日 | キングストン |          |